# Irmscher V8Star
Der Irmscher V8Star ist ein Rennwagen, der in der BFGoodrich Langstreckenmeisterschaft und beim 24-Stunden-Rennen auf dem Nürburgring startet.
Im Jahr 2004 übernahm Reinhold Mölig aus Genheim bei Bad Kreuznach den Meisterwagen der V8-Star-Serie, auf dem bereits Fahrer wie Johnny Cecotto und Roland Asch fuhren, vom Irmscher-Team.  In der Saison 2006 wurde der Wagen von Mölig, Roland Asch, Volker Strycek und Dirk Adorf gefahren und konnte einige Top-10-Platzierungen herausfahren, inklusive eines Podiumsplatzes.

## Technische Daten
- 500 PS
- 600 Nm
- 5,7 l Hubraum
- 8 Zylinder
- 1.350 kg
- Sequentielles 6-Gang-Getriebe
- GFK-Karosserie / Opel Omega Silhouette
- Carbon Crashbox
- Formel Monocoque mit abnehmbarem Lenkrad
- Spitzengeschwindigkeit je nach Getriebeübersetzung ca. 300 km/h